# Nádorovky
Nádorovky (Phytomyxea, Plasmodiophoromycota), též plasmodiofory, jsou jednobuněční protisti a vnitrobuněční parazité. Nádorovky se řadí do skupiny Rhizaria, dříve byla řazena mezi houby nebo hlenky.

## Popis
Mají složitý vývojový cyklus, nejlépe prozkoumaný je u rodu Plasmodiophora. Z klidové spory čili cysty vyklíčí uvnitř pletiva hostitele zoospory s bičíkem, ty se po čase mění na mnohojaderný jednobuněčný útvar, nazývaný sporangiální paraplazmodium (nebo někdy prostě plazmodium). To obsahuje mnoho haploidních jader a napadá další a další buňky. Do 4 dnů po infekci se z paraplazmodia vytvoří sporangium, z něhož se uvolní nové zoospory, označované sekundární zoospory, protože jsou již druhé v řadě. Ty buď vytváří nová paraplazmodia, nebo mohou sloužit jako pohlavní buňky (tzv. planogamety). Jejich kopulací splývají cytoplazmy, ale nedochází ke splynutí jader. Ty mohou rovněž dát vzniknout tzv. sporogennímu paraplazmodiu, které je v tomto případě rovněž mnohojaderné a postupně dokonce dochází k vzniku diploidních jader vždy splýváním dvou haploidních. Toto paraplazmodium je obvykle velmi zbytnělé a obsahuje po určité době velké množství cyst, které slouží jako klidová stadia. Tím se cyklus uzavírá.
Shrnutím se dá říci, že se v životním cyklu vyskytuje množství stádií, ale dominují různá paraplazmodia a bičíkatá stádia. Naopak myxaméby chybějí. Netvoří se ani žádné plodničky (sporokarpy). Paraplazmodium se od plazmodia hlenek liší hned v několika rysech: nevzniká splýváním několika nezávislých buněk, nepohybuje se améboidně, neživí se holozoicky ale osmotrofně a v neposlední řadě se vyskytuje pouze uvnitř pletiv hostitele a nikoliv ve vnějším prostředí.
V buněčné stěně neobsahují nádorovky celulózu, ale zřejmě chitin a další látky.

## Parazitismus
Nádorovky parazitují na vyšších rostlinách, ale vzácně i např. na zelených řasách, parožnatkách, oomycetách a rod Haptoglossa dokonce i na bezobratlých. Vyvolávají obvykle hypertrofii a hyperplazii pletiv, tedy v podstatě zbytnělý růst napadených orgánů.
Mezi známé zástupce nádorovek patří nádorovka brukvovitá (Plasmodiophora brassicae), které napadá kořeny brukvovitých, pročež napadená rostlina nemůže přijímat živiny. To způsobuje žloutnutí a následné odumírání rostliny. Jiné nádorovky, jako Spongospora subterranea, například napadají brambory a vytváří na nich strupovitost (tzv. prašná strupovitost brambor). Jiným zástupcem je rod Polymyxa.